# Luka Tomić
Luka Tomić (serbisch-kyrillisch Лука Томић, * 21. Mai 2007) ist ein serbischer Leichtathlet, der sich auf den Stabhochsprung spezialisiert hat.

## Sportliche Laufbahn
Erste internationale Erfahrungen sammelte Luka Tomić im Jahr 2023, als er bei der 2. Liga der Team-Europameisterschaft im Rahmen der Europaspiele in Chorzów mit übersprungenen 3,40 m den siebten Platz im B-Finale belegte. Im Jahr darauf brachte er bei den U20-Balkan-Hallenmeisterschaften in Belgrad keine Höhe zustande und im Juni belegte er bei den U18-Balkan-Meisterschaften in Maribor mit 6,80 m den elften Platz im Weitsprung und siegte in 42,12 s mit der serbischen 4-mal-100-Meter-Staffel. Anschließend wurde er bei den U18-Europameisterschaften in Banská Bystrica mit 6745 Punkten 17. im Zehnkampf. 2025 belegte er bei den U20-Balkan-Hallenmeisterschaften in Sofia mit 4,72 m den vierten Platz im Stabhochsprung.
2024 wurde Tomić serbischer Meister im Stabhochsprung.